# Дигліцидиловий етер неопентилгліколю
Дигліцидиловий етер неопентилгліколю (NPGDGE) — органічна речовина класу гліцидилових етерів. Аліфатична безбарвна і легкозаймиста рідина. Бруто-формула C11H20O4, реєстраційний номер CAS 17557-23-2. Містить дві оксиранові групи на молекулу. Використовується для модифікації епоксидних смол. 
Назва IUPAC: 2-[[2,2-диметил-3-(оксиран-2-ілметокси)пропокси]метил]оксиран.

## Синтез
Неопентилгліколь і епіхлоргідрин взаємодіють у присутності каталізатора кислоти Льюїса (трифторид бору) з утворенням галогенгідрину. На другій стадії відбувається дегідрохлорування розчином гідроксиду натрію з утворенням дигліцидилового етеру неопентилгліколю. Контроль якості здійснюють вимірюванням епоксидного числа шляхом визначення еквівалентної ваги епоксидної смоли.

## Використання
Основне використання — зміна в’язкості та властивостей епоксидних смол. Як епоксидний модифікатор він класифікується як реакційноздатний  розріджувач для епоксидних смол, які згодом використовують як покриття, клеї, герметики, еластомери та композитні матеріали.  Додавання розчинника впливає на механічні властивості та мікроструктуру епоксидних смол, робить їх менш в’язкими і сприяє полімеризації смоли в гнучкий і міцний матеріал. 
Дигліцидиловий етер неопентилгліколю також використовується в органічному синтезі.

## Токсичність
Токсичність дигліцидилового етеру неопентилгліколю досить добре вивчена. Він класифікується як подразник та сенсибілізатор шкіри.

## Дивіться також
- Епоксид
- Гліцидол

## Подальше читання
- Epoxy resin technology. New York: Interscience Publishers. 1968. ISBN 0-470-11390-1. OCLC 182890.
- Flick, Ernest W. (1993). Epoxy resins, curing agents, compounds, and modifiers : an industrial guide. Park Ridge, NJ. ISBN 978-0-8155-1708-5. OCLC 915134542.
- Lee, Henry (1967). Handbook of epoxy resins (вид. [2nd, expanded work]). New York: McGraw-Hill. ISBN 0-07-036997-6. OCLC 311631322.
- Dow Epoxy Resins (PDF).

## Зовнішні посилання
- Біфункціональні епоксидні розчинники Hexion
- Діапазон епоксидних розчинників Denacol
- Алхім NPGDGE
- Розріджувачі Cargill Reactive